# Sublaines
Sublaines település Franciaországban, Indre-et-Loire megyében. Lakosainak száma 176 fő (2022. január 1.). Sublaines Bléré, Chédigny, Cigogné, Luzillé és Saint-Quentin-sur-Indrois községekkel határos.

## Népesség
A település népessége az elmúlt években az alábbi módon változott:
| Lakosok száma | 167  | 153  | 155  | 171  | 197  | 200  | 191  | 182  | 180  | 176  |
|               | 1968 | 1982 | 1990 | 2006 | 2013 | 2015 | 2017 | 2019 | 2020 | 2022 |